# Jackson White
Pour les articles homonymes, voir White.
Jackson White, né le 1er mars 1996, est un acteur américain notamment connu pour ses rôles dans les séries télévisées Mrs. Fletcher et Tell Me Lies.

## Biographie
Né en 1996 à Los Angeles, Jackson James White est le fils de l'actrice et chanteuse américaine Katey Sagal et du musicien et acteur américain Jack Cameron White (mars 1954 - 17 juillet 2024). Il a une sœur aînée, Sarah Grace White (née le 7 août 1994). Ses parents divorcent en 2000, alors qu'il est âgé de quatre ans, après plus de sept ans de mariage. Sa mère se remarie avec le producteur de cinéma et scénariste américain Kurt Sutter en 2004. Il a ensuite une demi-sœur, Esmé Louise Sutter (née le 10 janvier 2007), issue de ce remariage.
Bien qu'il soit mauvais élève au lycée, Jackson White entre malgré tout à l'université de Californie du Sud, mais arrête ses études pour devenir acteur. 

## Carrière
En 2022, il tient l'un des rôles principaux de la série télévisée dramatique de Hulu, Tell Me Lies. 

## Vie privée
Depuis 2022, il est en couple avec l'actrice américaine Grace Van Patten, sa partenaire dans la série Tell Me Lies. 

## Filmographie

### Cinéma
- 2017 : SPF-18 : Ash Baker
- 2021 : The Space Between : Charlie Porter
- 2022 : Ambulance : Officier Zach
- 2023 : Simetierre : Aux origines du mal (Pet Sematary: Bloodlines) de Lindsey Beer : Jud Crandall
- 2025 : Swiped (en) de Rachel Goldenberg

### Télévision
- 2017-2018 : The Middle : Aidan (4 épisodes)
- 2018 : SEAL Team : Dave Medders (3 épisodes)
- 2019 : Mrs. Fletcher : Brendan Fletcher (7 épisodes)
- 2022 : Tell Me Lies : Stephen DeMarco (10 épisodes)